# Опознанный летающий объект

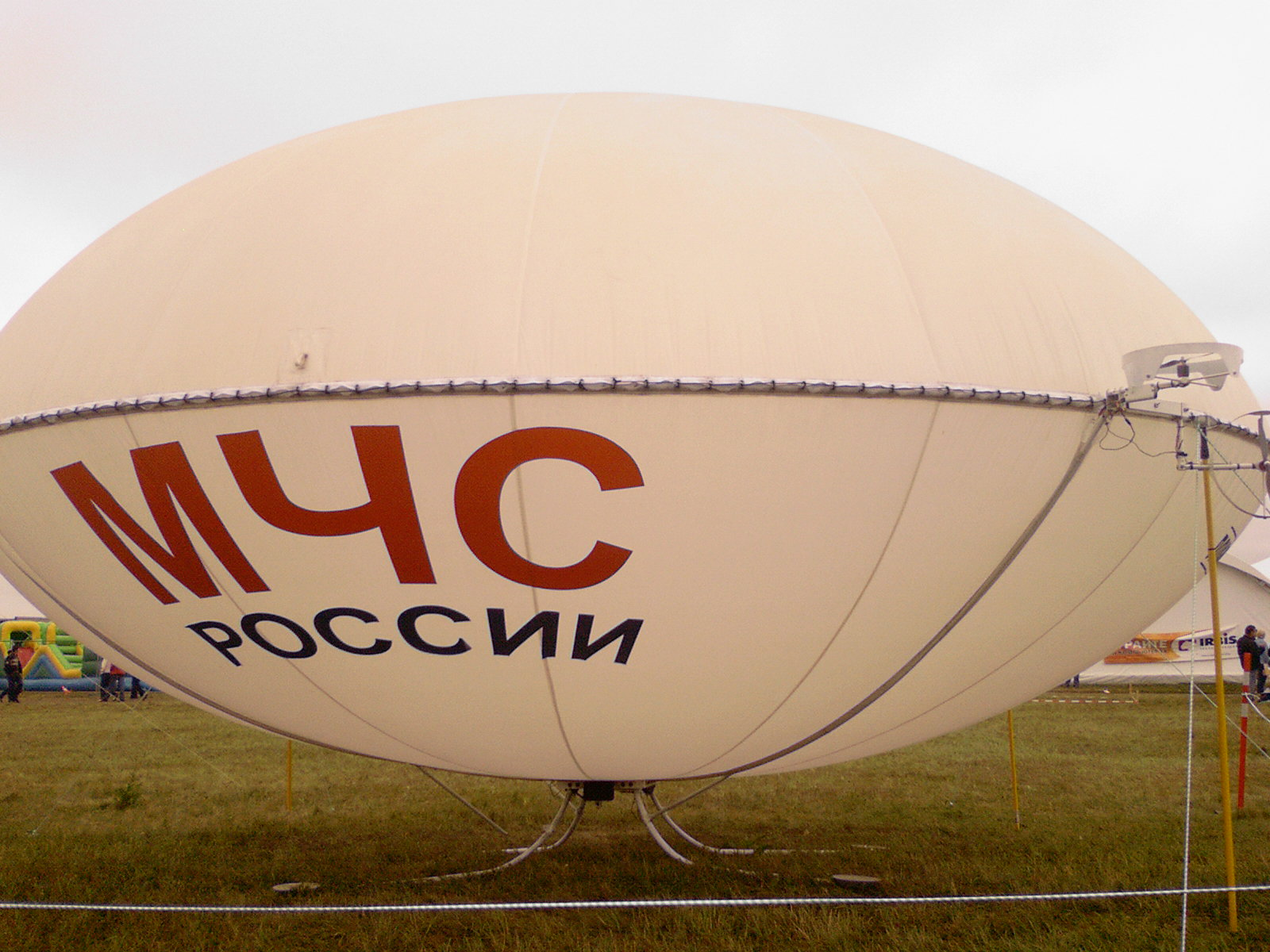
Модель термобалластируемого гибридного аэростата для мониторинга обстановки в районах чрезвычайных происшествий, представленная на МАКС-2009

Опознанный летающий объект (сокр. ОЛО; англ. identified flying object, сокр. IFO) — всякий случай наблюдения в небе или над землёй объекта или же свечения, который удалось объяснить наблюдением известного науке атмосферного или астрономического явления, летательного аппарата или мистификацией только после изучения случая специалистами-уфологами. Не нашедшие такого объяснения случаи относятся к НЛО.

## Объяснение известных случаев наблюдения НЛО

### Венера

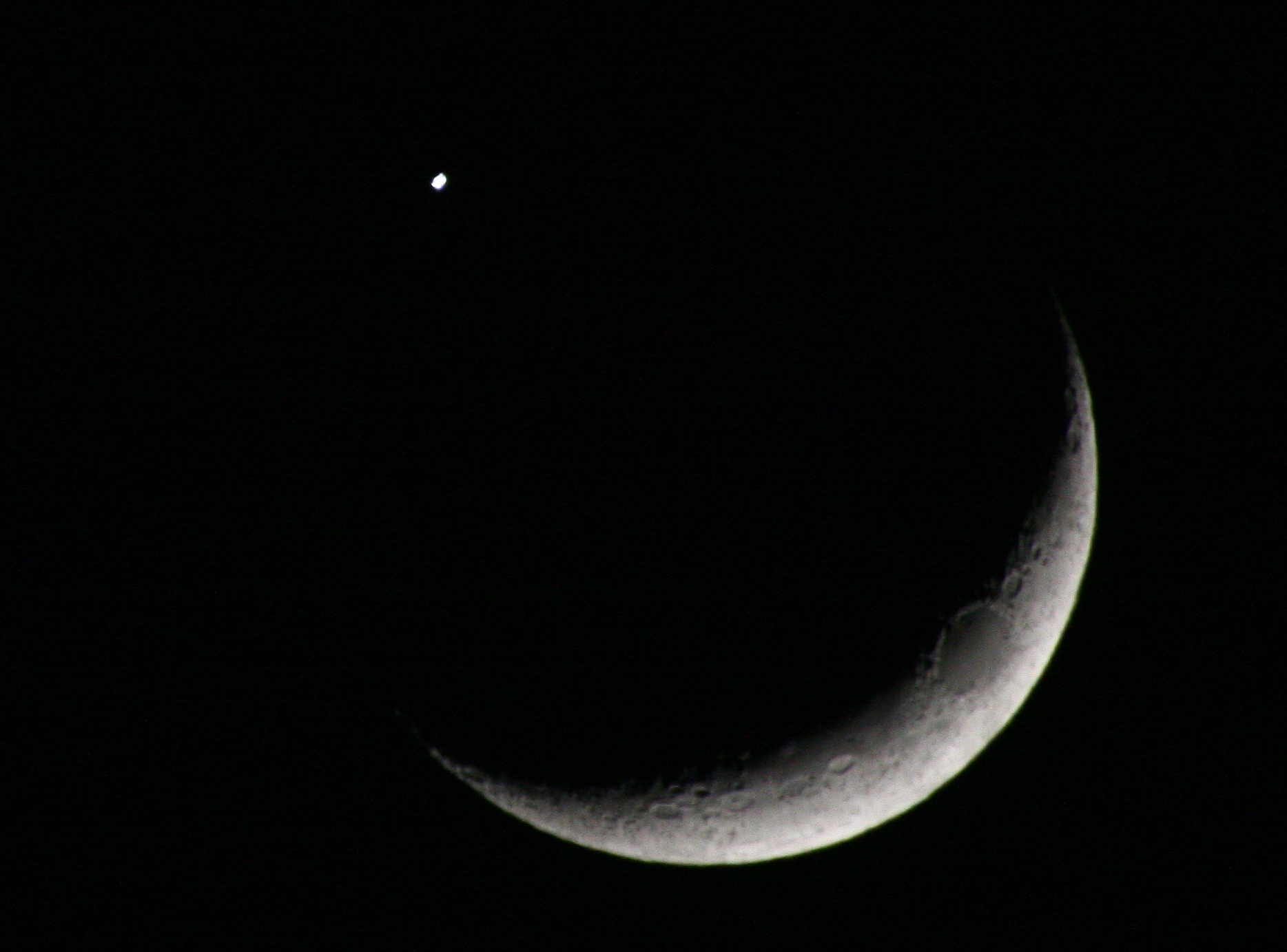
Луна и Венера

НЛО, наблюдавшееся в Лос-Аламосе (США) за несколько дней до первого испытательного взрыва атомной бомбы около лабораторного корпуса, где производилась работа над бомбой, вызвало тревогу у военных, и ими были запрошены истребители. К счастью, один из сотрудников оказался астрономом по образованию. Он сказал дежурному: «Ни одному истребителю не удастся сбить Венеру».

### Разведывательные воздушные шары

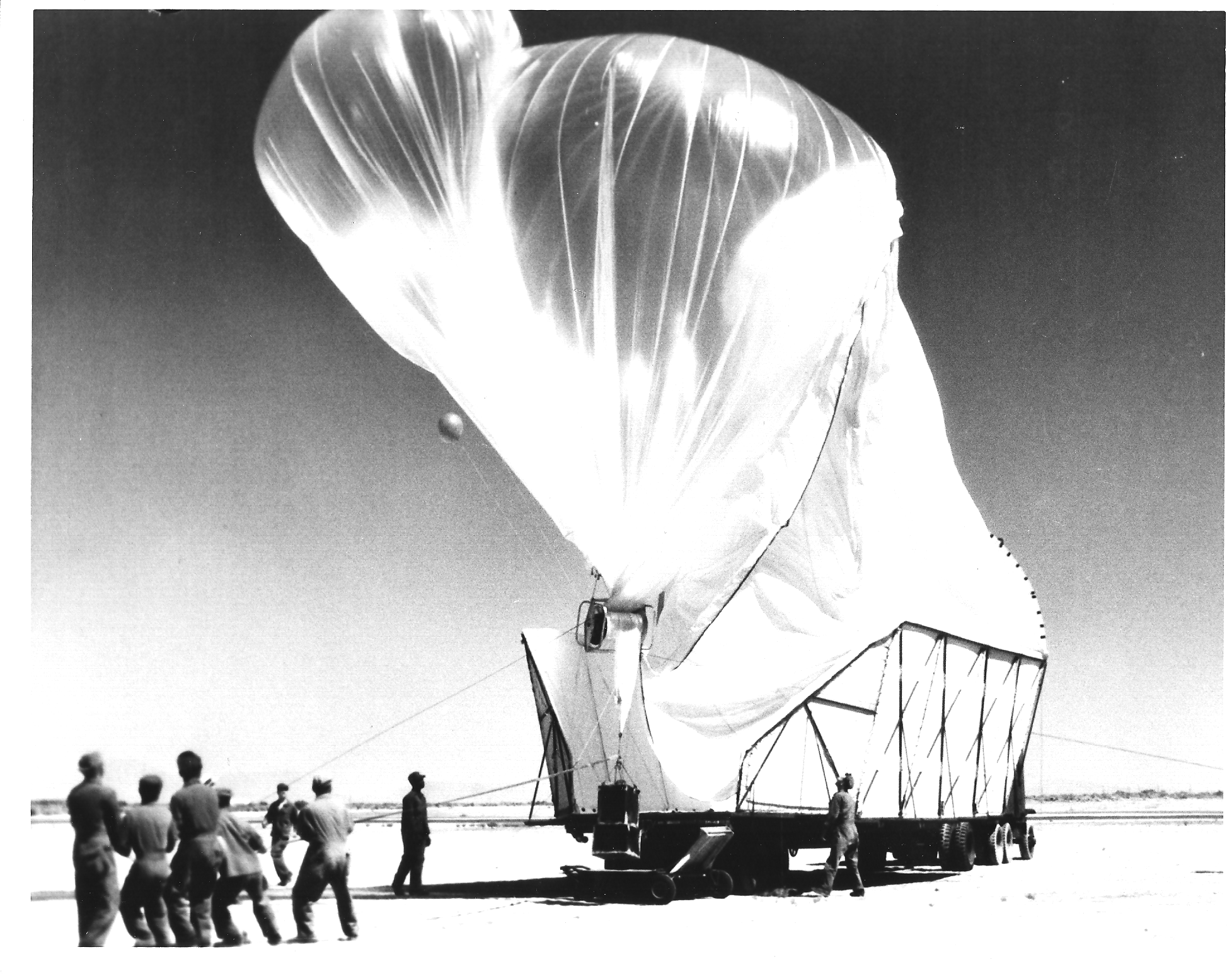
Запуск стратостата со шпионским оборудованием в 1955 году, проект Moby Dick

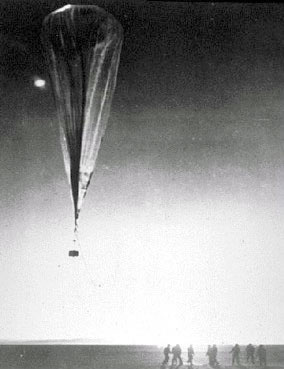
Запуск аэростата в рамках проекта Genetrix (WS-119L), 1956 год

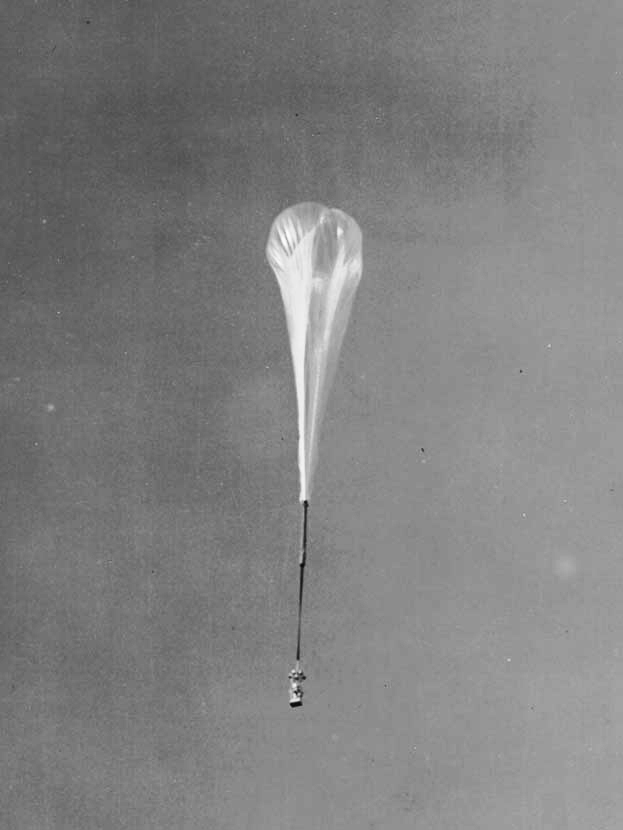
Аэростат проекта Skyhook, 1957 год

Волна сообщений об НЛО приходится на 1947 год, многие очевидцы видели в небе большой светящийся шар. В одной из книг про НЛО описан другой случай наблюдения неопознанного летающего объекта:
Ночью над автострадой в небе появились как бы плавающие красные огоньки. Они сместились в сторону поля и опустились к земле. Можно было рассмотреть объект высотой с трехэтажный дом, выше которого двигались другие огоньки, иногда опускаясь к основному объекту
Многие случаи наблюдения НЛО зафиксированы в 1952 году в штатах Нью-Мексико, Монтана, Миссури и Джорджия. Когда один из таких неопознанных летающих объектов потерпел крушение над Нью-Мексико, очевидцы видели, как остатки были перевезены и скрыты на авиабазе в Розуэлле. После этого случая пошли слухи, что в распоряжении военных имеются остатки НЛО и тела инопланетян (Розуэлльский инцидент). Официальными лицами США происшествие в Розуэлле было объяснено следующим образом. Военные тестировали зонд, который предназначался для отлова сигналов о ядерных испытаниях СССР. После начала тестирования зонд ушел из поля видимости, однако военные не стали его искать, поскольку материальной ценности он не представлял. После того, как зонд был обнаружен на поле фермера и о нём пошли слухи, военные приехали и запретили кому-либо приближаться к объекту. Это объясняется тем, что проект зонда был засекречен. Все обломки были собраны и отвезены на военную базу.
В одной секретной сводке НАТО обеспокоенно заявлялось о нескольких НЛО, пролетавших на высоте 30 км над Западной Европой со стороны Советского Союза.
В 50-60-х годах в небе над США наблюдались яркие световые вспышки.
В литературе про НЛО фигурирует случай, породивший большую волну сенсационных сообщений в британской прессе о наблюдении НЛО, летящего в сторону Лондона 2 ноября 1953 года. НЛО был обнаружен британскими ВВС.
В 1967 и 1969 годах в американской прессе снова появились сообщения о том, что военные прячут НЛО, остатки которого были погружены, по словам очевидцев, на вертолёты и увезены с места крушения.
В некоторых случаях наблюдения НЛО, энтузиасты отмечали повышенный уровень радиации в местах наблюдения.
Совсем, казалось бы, неподдающиеся объяснению сообщения появились в 60-х годах в прессе. Там говорилось: «НЛО напал на военный самолет, отделившись от огромного корабля-матки, который тут же взвился вверх с невероятной скоростью и исчез».
Однако все фигурирующие в данных случаях неопознанные летающие объекты являются на самом деле объектами земной природы, созданными в рамках секретных проектов «Могол», «Скайхук», WS-119L («Гофер») и «Граб Бэг». ЦРУ запускало огромные воздушные шары с автоматической разведывательной аппаратурой. Шары были надуты гелием и достигали в высоту 130 метров. Освещённый высоко в небе лучами Солнца, такой шар мог породить множество сенсаций. Когда такие шары разбивались, секретную аппаратуру увозили от посторонних глаз, именно это породило слухи о якобы хранимых у военных остатках инопланетных кораблей. Разведывательные шары сначала испытывались над США, их запускали с авиабаз в Аламогордо (штат Нью-Мексико) и в штатах Монтана, Миссури и Джорджия.
В приведённой цитате из книги про НЛО наблюдатель видел воздушный шар («объект высотой с трехэтажный дом»), действительно снабжённый маячками в сопровождении трех вертолётов («другие огоньки, иногда опускаясь к основному объекту»).
Сообщение штаба НАТО относится к шарам, запущенным в рамках тех же программ со стороны Аляски на территорию СССР.
НЛО, так взбаламутивший британскую прессу и британские ВВС, оказался экспериментальным баллоном, запущенным из Аламогордо 27 октября 1953 года. Британская разведка выяснила в чём дело, но прессе об этом не сообщила.
Световые вспышки, наблюдаемые в 50-60-х в небе над США, также производились воздушными шарами (шли испытания высотомера для крылатых ракет).
Программа «Граб Бэг» была направлена на поиск в стратосфере радиоактивных следов атомных испытаний и производства плутония в Советском Союзе (стратосферный воздух закачивался в баллоны мощным насосом, загадочный шум которого тоже породил много вопросов), а когда часть радиоактивных проб попадала на грунт, энтузиасты отмечали повышенный уровень радиации. Самой загадочный случай, также находит объяснение в программе «Граб Бэг». В определённый момент шар спускался с высоты 20-30 километров до одного-двух и сбрасывал аппаратуру на парашюте, в полёте её перехватывал самолёт-разведчик («НЛО напал на военный самолет»), баллон, освободившись от груза, взмывал вверх и где-то в стратосфере лопался («отделившись от огромного корабля-матки, который тут же взвился вверх с невероятной скоростью и исчез»). Программа была настолько секретной, что военные даже не могли сообщить о ней местным властям, где проходили испытания.
Во всех этих случаях власти США только поощряли истерику по поводу «Летающих тарелок», с расчётом на то, что в Советском Союзе не будут обращать особого внимания на появление разведывательных воздушных шаров, так как примут их за НЛО.

### Шутка
Несколько сообщений об НЛО оказались результатом шутки Георгия Гречко:
Когда к нам в гости прилетели другие космонавты, у меня появилась идея их разыграть. Если уж человек сам испугался, то надо и других попугать. Я постучал пальцем по иллюминатору, и отлетело восемь пылинок. Это было перед восходом Солнца: небо краснеет, и потому на "тарелках" появились красные отблески. Подозвал гостей и показал им "НЛО", заметив, что сейчас они не опасные — преследуют нас, но не атакуют.
После возвращения на Землю космонавты сразу же доложили об увиденных НЛО.

## Виды ОЛО

### Опознанные свидетельства очевидцев
1. Звёзды.
2. Венера. Около 27% всех опознанных летающих объектов является Венерой[3].
3. Ложные солнца.Паргелий

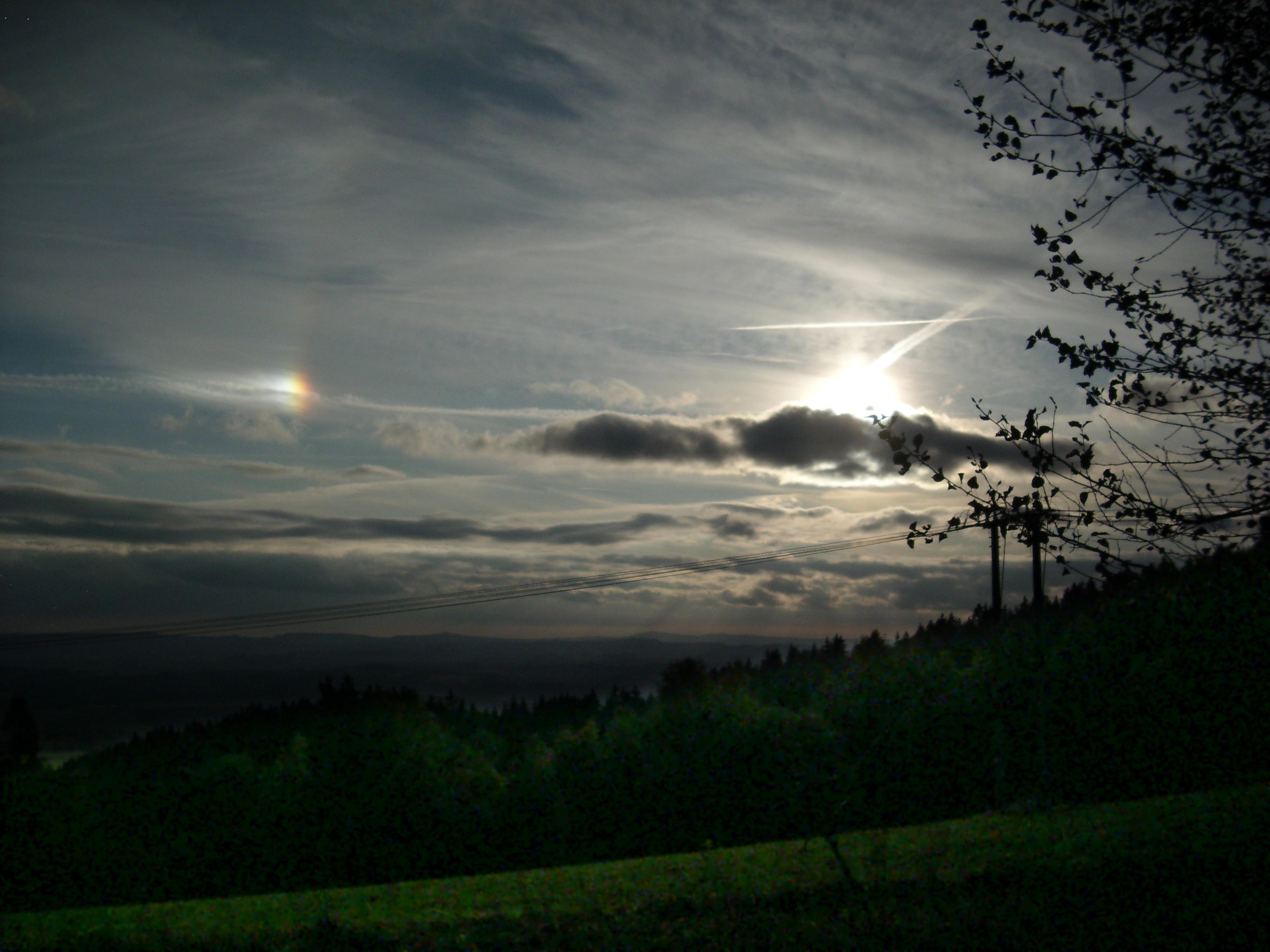
Паргелий

4. Ракеты-носители и военные ракеты МБР, БРСД, ОТР, запуски которых в военных целях во время холодной войны преимущественно не объявлялись — особенно в СССР.
5. Высотные зондирующие ракеты
6. Искусственные спутники.
7. «Космический мусор» — фрагменты ракет и прочее оборудование на околоземной орбите. Такие объекты, когда они входят в атмосферу, сгорают и светятся.
8. Метеоры. Уфолог Аллен Хайнек сообщал, что некоторые сообщения о загадочных явлениях в небе объясняются наблюдением метеоров.
9. Облака.Линзовидные облака могут ввести в заблуждение очевидца

Линзовидные облака могут ввести в заблуждение очевидца

10. Коронный разряд.Спрайт красного цвета — высокоатмосферный грозовой разряд
11. Метеозонды.

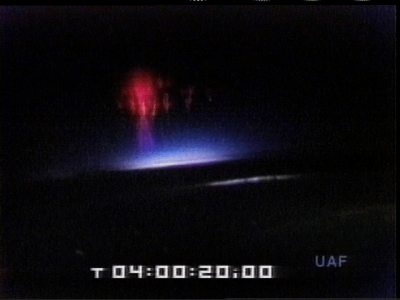
Спрайт красного цвета — высокоатмосферный грозовой разряд

12. Самолёты. Около 17% сообщений о НЛО возникает из-за наблюдения низко летящих самолётов. По ночам они могут освещаться огнями[3].
13. Аэростаты.
14. Парашюты.
15. Воздушные змеи. Исследование, проводимое американскими уфологами, показало, что из 800 случаев сообщений о НЛО два объясняются наблюдением воздушного змея[4].

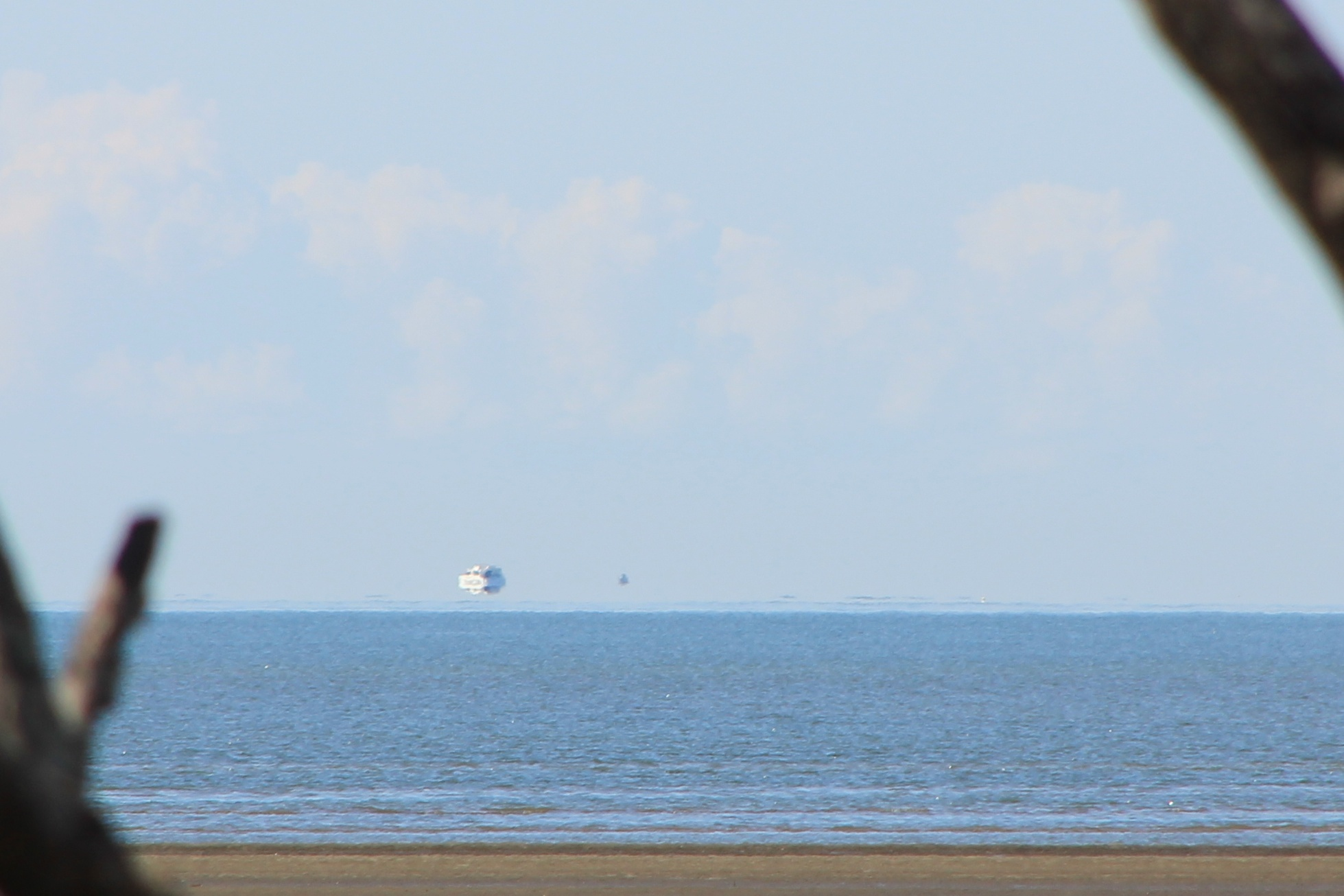
Фата-моргана — известный атмосферный мираж

16. Взрывы.
17. Уличные фонари.
18. Автомобильные фары.
19. Миражи.Фата-моргана — известный атмосферный мираж

### Опознанные мистификации
1. Прежде очень много писалось о древнеегипетском папирусе, в котором указывалось о том, что фараон Тутмос III наблюдал в небе огненное кольцо, от которого исходил отвратительный запах. После того, как он распорядился заняться изучением этого явления, стали часто появляться другие огненные объекты, по яркости превосходившие Солнце. Этот документ якобы принадлежал профессору Тулли (англ. Tulli) и будто бы был переведён принцем де Рейчелвицем (англ. Rachelwitz), после чего он попал в хранилище египетских рукописей Ватикана[5]. Сэмюэлем Розенбергом в 1968 году было проведено расследование, в ходе которого выяснилось, что в Ватикане об этом документе ничего не известно и что ни Тулли, ни Рейчелвиц не были квалифицированными специалистами по эпохе Тутмоса. Розенберг пришёл к выводу, что эта история вымышлена на основе рассказов библейского пророка Иезикииля[6].
2. Утверждалось, что в 1290 г. в монастырь Байленд-Эбби (англ. Byland Abbey), Йоркшир, перед трапезой вбежал брат Джон: «когда аббат Генри собирался вознести предобеденную молитву, вошёл один из братьев и рассказал, что видел великое предзнаменование. Все монахи высыпали на улицу, и — подумать только! — в небе медленно проплыло нечто большое круглое серебряное, похожее на диск, вызвав великий ужас»[5]. Сэмюэль Розенберг выяснил, что своим происхождением эта история обязана газете «Таймс», которая опубликовала материал, вымышленный и присланный в редакцию двумя британскими студентами, это Розенберг изложил в своём докладе 1969 года[7].
3. Долгое время не удавалось подтвердить фальсификацию известных фотографий НЛО, якобы сделанных Полем Виллой в 1963 году. По его словам, он несколько раз видел семидесятифутовый овальный предмет и общался с семифутовыми существами, якобы прибывшими с миром из созвездия Волосы Вероники. Уильям Сполдинг применил свою методику к анализу этих фотографий — выяснилось, что, судя по резкости изображения, фотокамера находилась не дальше 20 дюймов от объекта, а на одной из фотографий даже была заметна нить или проволока, натянутая между деревьями для поддержания объекта.